# Guillaume Ier de Coucy
Guillaume Ier de Coucy (1288 - 1335), était un noble français, seigneur de Coucy, d’Oisy, de Marle et de Montmirail.

## Biographie

### Famille
Guillaume Ier de Coucy était le fils  d'Enguerrand V de Coucy et de Christine de Bailleul, dite de Lindsey, nièce du roi Jean d'Écosse. Il eut pour frères et sœurs :
- Enguerrand, vicomte de Meaux, seigneur de La Ferté-Ancoul, Tresmes et Belonnes
- Baudouin, mort jeune
- Robert ( ? -1369), seigneur de La Ferté-Gaucher, chanoine et chantre de l'église de Cambrai, prévôt de Notre-Dame de Cambrai.
- Mechtilde, épouse de Jean de Luxembourg
- Marie (?-1335), dame de Rumeny, mariée à Gaucher de Châtillon, seigneur de Rosoy.

Il épousa au mois de mai 1311, en présence du roi Philippe le Bel à Pontoise, Isabelle de Châtillon-St-Pol dame d'Encre, fille de Guy IV de Châtillon, comte de Saint-Pol, bouteiller de France, et de Marie de Bretagne (1268-1339), elle-même fille de Jean II de Bretagne. Ils eurent pour descendance :
- Enguerrand VI de Coucy ;
- Guillaume II de Coucy, mort en 1342, sans postérité ;
- Jean, châtelain d’Havrincourt, mort en 1354, sans postérité ;
- Raoul, seigneur de Montmirail, de La Ferté-Gaucher, d'Encre et de Bailleul, marié à Jeanne d’Harcourt, fille de Jean, comte d’Harcourt et d’Aumale, vicomte de Châtellerault, et de Blanche de Ponthieu, comtesse d'Aumale ; d'où Enguerrand et Guillaume seigneurs de Montmirail, sans postérité ; leur sœur Blanche porte l'héritage à son mari Hugues II comte de Roucy, tandis que leur frère Raoul est évêque de Metz et de Noyon.
- Guy, mort jeune ;
- Aubert, sire de Drosnay, de Droizy et de Romeny, marié à Jeanne de  Villesavoir.
- Jeanne, mariée à Gaucher de Châtillon, seigneur de Rosoy.

### Querelle de famille
Seigneur d'Oisy depuis 1311, date de son mariage avec Isabelle de Châtillon-St-Pol dame d'Encre, fille de Guy IV comte de Saint-Pol ; puis seigneur de Coucy vers 1321-1324 à la mort de son père Enguerrand V, il portait les armes des Coucy.
Depuis 1311, Jeanne de Flandre douairière d’Oisy, veuve d'Enguerrand IV de Coucy disputait à son neveu par alliance Enguerrand V (fils d’Arnould III comte de Guînes, et d'Alix de Coucy) et au fils de ce dernier Guillaume Ier, la possession des terres de Coucy, d’Oisy et de quelques autres qu’elle prétendait devoir lui appartenir du chef de son époux. Les prétentions de Jeanne d’Oisy donnèrent lieu à un grand procès qui fut terminé en avril 1329, à Saint-Germain-en-Laye, en présence du roi Philippe VI de Valois, et par la suite duquel, les deux terres restèrent à Guillaume de Guînes.
En 1331, Blanche de Guînes, châtelaine de Langle (sans doute Pays de Langle) nomme des procureurs pour transiger avec le sire de Coucy au sujet de l'héritage de sa tante, la dame de Malines (Alix de Guînes, fille d'Arnould III de Guînes, épouse du seigneur de Malines, et sœur d'Enguerrand V de Coucy, père de Guillaume Ier). 
En 1331 également, Philippe VI de Valois, roi de France, déclare que la comtesse d'Eu et de Guînes, (Jeanne de Mello, épouse de Raoul Ier de Brienne) a renoncé en faveur de Guillaume Ier de Coucy, à ses droits sur la succession de la dame de Malines, leur commune parente (la dame de Malines était Alix de Guînes, déjà citée ; Arnould III de Guînes, père d'Alix, était l'arrière-grand-père de Raoul Ier de Brienne, époux de la comtesse d'Eu et de Guînes; il était également le grand-père de Guillaume Ier de Coucy, qui était donc un plus proche parent de la dite Alix que l'épouse de Raoul de Brienne). 
Guillaume, sire de Coucy, seigneur de Marle, de la Fère, d'Oisy, de Montmirail, etc. fut le premier des Coucy Guînes qui quitta le nom de Guînes pour prendre le nom seul et les armes pleines de Coucy, ce que firent aussi ses descendants.
Sa veuve, Isabelle de Châtillon, garda sa qualité de dame d'Oisy, qu’elle portait encore en l’an 1351 et dont la seigneurie lui servait de douaire.

### Sépulture
Il mourut en l’an 1335 et fut enterré en l’abbaye de Prémontré